# Crooked X
Crooked X est un groupe musical américain de hard rock, originaire de Coweta, en Oklahoma. Le groupe est composé de Kevin Currie (chant, guitare rythmique), Jesse Cooper (guitare solo, voix), Boomer Simpson (batterie, voix) et de Bradd Johnson (guitare basse).

## Historique
Le groupe est découvert à l'émission The Early Show sur CBS avec le vidéoclip de la chanson Living Room Live. Leur succès à The Early Show attire les managers Spencer Proffer et Doc McGhee (Kiss, Mötley Crüe et Bon Jovi), qui signent avec le groupe. Crooked X joue alors aux côtés de groupes comme Kiss, Ted Nugent, Alice Cooper, Black Stone Cherry, Skid Row et Black Tide. Le groupe est inclus dans le jeu vidéo Rock Band avec ses chansons Nightmare, Gone et Rock N Roll Dream. Spencer et Doc organisent ensuite une émission spéciale sur le groupe, où l'on voit la progression de quatre jeunes musiciens qui sont passés de jouer dans leur garage à ouvrir pour Kiss à Stockholm, en Suède, devant 35 000 personnes en 2008. Leur premier EP, Till We Bleed, est disponible sur iTunes depuis le 7 octobre 2008.
Le 27 janvier 2009, leur premier album éponyme sort sur iTunes, le même jour que le vidéoclip de Rock N Roll Dream sur MTV,. Le groupe joue avec Disturbed durant l'été 2009, et avec Kiss à Montréal, au Canada, le 13 juillet 2009.

## Discographie

### Album studio
- 2009 : Crooked X

### EP
- 2008 : Till We Bleed